# سحر ظاهري
السحر الظاهري (أو السحر العفوي) هو «الميل لأن تكون بسيطًا وفاتنًا وساحرًا وسلسًا وبليغ القول.»
تظهر تلك العبارة عادةً في قوائم صفات الشخصيات السيكوباتية، فستجدها مثلاً في كتاب هيرفي كليكلي قناع سلامة العقل (The Mask of Sanity) وكذلك في كتاب روبرت دي هير «قائمة هير للشخصية السيكوباتية» (Hare Psychopathy Checklist).
ومن التعبيرات المرتبطة بـ «السحر الظاهري» "إيذاء فتان"، «استغلال الجاذبية» و«الابتسامة الظاهرية».

## التاريخ المبكر
أفرد علم البلاغة منذ زمن بعيد التصنيف الخطير لمن يتصف بالسحر الظاهري، وهم من تبرز فضائلهم بالقول فقط دون أن تسكن الفضائل قلوبهم.
في القرن التاسع عشر، استعرضت جورج إليوت الجانب الأسوأ من مبدأ الأنوثة في العصر الفيكتوري، وتوصلت بحزن إلى أن هناك القليل مما هو أسوأ من العقلية الأنثوية الضيقة التي تتخفى خلف السحر الظاهري الأخلاقي.

## السحر السيكوباتي
يعود الاهتمام المعاصر بالسحر الظاهري إلى دراسة هيرفي كليكلي الكلاسيكية (1941) حول المعتل اجتماعيًا؛ فمنذ إجراء هذه الدراسة أصبح اتصاف المعتل اجتماعيًا أو السيكوباتي بالسحر الظاهري وعدم مراعاة مشاعر الآخرين أمرًا مقبولاً على نطاق واسع. فوفقًا لما ذكر «هير»، «السحر السيكوباتي ليس على أي حال من الأحوال خجلاً أو إدراكًا للذات أو الخوف من قول شيء ما.»
ثم قامت الدراسات اللاحقة بتنقيح التقييم المبدئي الذي وضعه كليكلي، ولكنها لم تغيره تغييرًا جوهريًا. ففي أحدث مراجعة تشخيصية، أعيد تعريف صفتي الذكاء والسحر الظاهري اللتين عرفهما كليكلي بحيث تعكسان سلوكًا أكثر انحرافًا وشخصية ثرثارة وناعمة وغير مخلصة. ويمكن أيضًا إقامة حد فاصل بين سحر الشخص المعتل اجتماعيًا الذي يتميز بحضور البديهة وإنكار الذات، وبين العفوية الأكثر وضوحًا وبهجة والتي تمثل المخرج لكون الاعتلال الاجتماعي نوعًا من الجاذبية الحيوانية.

## النرجسية
ورد هذا المصطلح أيضًا في مناقشة هوتشكيس للنرجسيين، إذا أورد «ما يتميزون به من سحر ظاهري يخلب الألباب.» وبالنسبة لهذه الشخصيات، ليس هناك مغزى وراء اللفتات الرومانسية التي لا تفيد شيئاً سوى تغذية الأنا الذاتية للشخصية النرجسية.
تعرف الشخصيات النرجسية ببراعتها في المناورة بطريقة ساحرة، فيخدعون ضحاياهم بدءًا بإظهار التفهم ووصولاً إلى تعليق سلوكيات الحماية الذاتية وتخفيض الحدود الشخصية. وترتبط طريقة المحتالين بهذا الأسلوب ارتباطًا وثيقًا، فهم يستطيعون جعل الآخرين يقعون في حبهم لإشباع حاجاتهم النرجسية، دون مقابلة الحسنة بمثلها من أي زاوية أو حتى مبادلتهم الشعور.

## الأشخاص المتلونون اجتماعيًا
يوصف الأشخاص المتلونون اجتماعيًا بأنهم بارعون في الذكاء الاجتماعي فيمكنهم خلق انطباع جيد ساحر ولكن ذلك يكون على حساب طموحاتهم الشخصية الحقيقية. فقدرتهم على توجيه الانطباعات جيدًا تؤدي عادةً إلى النجاح في مجالات مثل المسرح أو المبيعات أو السياسة والدبلوماسية. ولكن عندما تفتقد تلك الشخصيات الشعور باحتياجاتها الداخلية الخاصة، فإن مثل هذه الشخصيات الانفتاحية الظاهرية قد تنتهي إلى حالة من التلون الاجتماعي منعدم الجذور (رغم ما يتميزون به من سحر) ويعتمدون إلى ما لا نهاية في تليمحاتهم الاجتماعية على أشخاص آخرين.
وبالمثل، بالنسبة للشخصية الهستيرية، فإن استرعاء الانتباه من خلال السحر الظاهري يؤكد فقط على انفصام الذات الحقيقية عن الظهور العام في دائرة مفرغة.

## النتائج الإيجابية
يمكن لمن يتصفون بالسحر الخارجي، عندما يمتلكون نمطًا أفضل من هذه الصفة، أن يحققوا مجموعة متنوعة من النتائج الإيجابية، فمهاراتهم في التحاور تخلق حالة من الترفيه المرح في اللقاءات الاجتماعية وذلك بفضل قدرتهم على إدخال السرور على الآخرين.

## سحر الهجوم
سحر الهجوم مصطلح يرتبط بمفهوم الحملة الدعائية، التي يقوم بها السياسيون دائمًا، التي تحاول جذب الأنصار من خلال التأكيد على جاذبيتهم الشخصية أو أمانتهم. وكان أول استخدام مسجل لهذا التعبير في جريدة تصدر في كاليفورنيا تحت اسم فرينسو بي ريبابليكان (The Fresno Bee Republican) في أكتوبر 1956.

## متشابهات أدبية
بحث فرنسيس سكوت فيتزجيرالد في الآثار التدميرية للسحر الزائد في قصص مثل «الجاذبية»، حيث أكد أن السحر، بالنسبة لمن يتصفون به، يمثل حياة في حد ذاته بحيث يحتاج إلى استخدام مستمر ليظل في أفضل حالاته. ولقد اشتملت رواية ويلف مارتن «قصائد جنائزية في غرفة الطعام»، على مجموعة من الشخصيات السيكوباتية التقليدية؛ فقد كانوا يستخدمون السحر الظاهري ليشقوا طريقهم إلى منزل الساكن، ولقد تفوق في النهاية جاميل كيتنج الشخصية الأكثر بروزًا بفضل إنكاره لذاته، وفاز بقلب والدة ويلف السيدة كارولين مارتن.

## الانتقادات
يعترض النقاد بأن هناك القليل من المعايير الموضوعية التي يمكن باستخدامها التمييز بين السحر الظاهري والسحر الفطري؛ ونحن جميعًا نستخدم السحر الظاهري استخدامًا منتظمًا في حياتنا اليومية، فهو جزء من التفاصيل العادية للأدب: إيعاز التضامن الظاهري والتسامح المختلق تجاه الصراع الاجتماعي للنفط.